# Avance (Garonne)
Cet article concerne un affluent de la Garonne. Pour l'affluent de la Durance et d'autres emplois de ce mot, voir Avance (affluent de la Durance) et Avance.
L'Avance est une rivière du sud-ouest de la France, dans le département de Lot-et-Garonne, affluent de rive gauche de la Garonne.

## Géographie
De 56,4 km de longueur, l'Avance est située entre la Baïse et le Ciron, elle prend sa source à l'amont de Durance en Lot-et-Garonne et se jette dans la Garonne à l'aval de Gaujac.

## Hydrographie

### Département et communes traversés
- Lot-et-Garonne : Boussès, Durance, Fargues-sur-Ourbise, Houeillès, Pompogne, La Réunion, Casteljaloux, Labastide-Castel-Amouroux, Poussignac, Argenton, Grézet-Cavagnan, Bouglon, Sainte-Marthe, Samazan, Fourques-sur-Garonne, Marmande, Montpouillan, Gaujac.

### Principaux affluents
- Ruisseau de Bretagne : 10,4 km
- Ruisseau de Beauziac : 7,2 km
- la Cougouse : 8,8 km
- Ruisseau d'Argenton : 6,7 km
- Ruisseau des Poulets : 6,6 km
- le Sérac : 15,7 km

## Spécificités
Sur la commune de Montpouillan, l'Avance, qui coule du sud au nord, croise le canal latéral à la Garonne qui coule d'est en ouest et la franchit par un pont-canal.
Dans l'ouest du village de Gaujac, le cours de l'Avance est canalisé à l'approche d'un ancien moulin à eau en aval duquel conflue le Sérac.

## Galerie

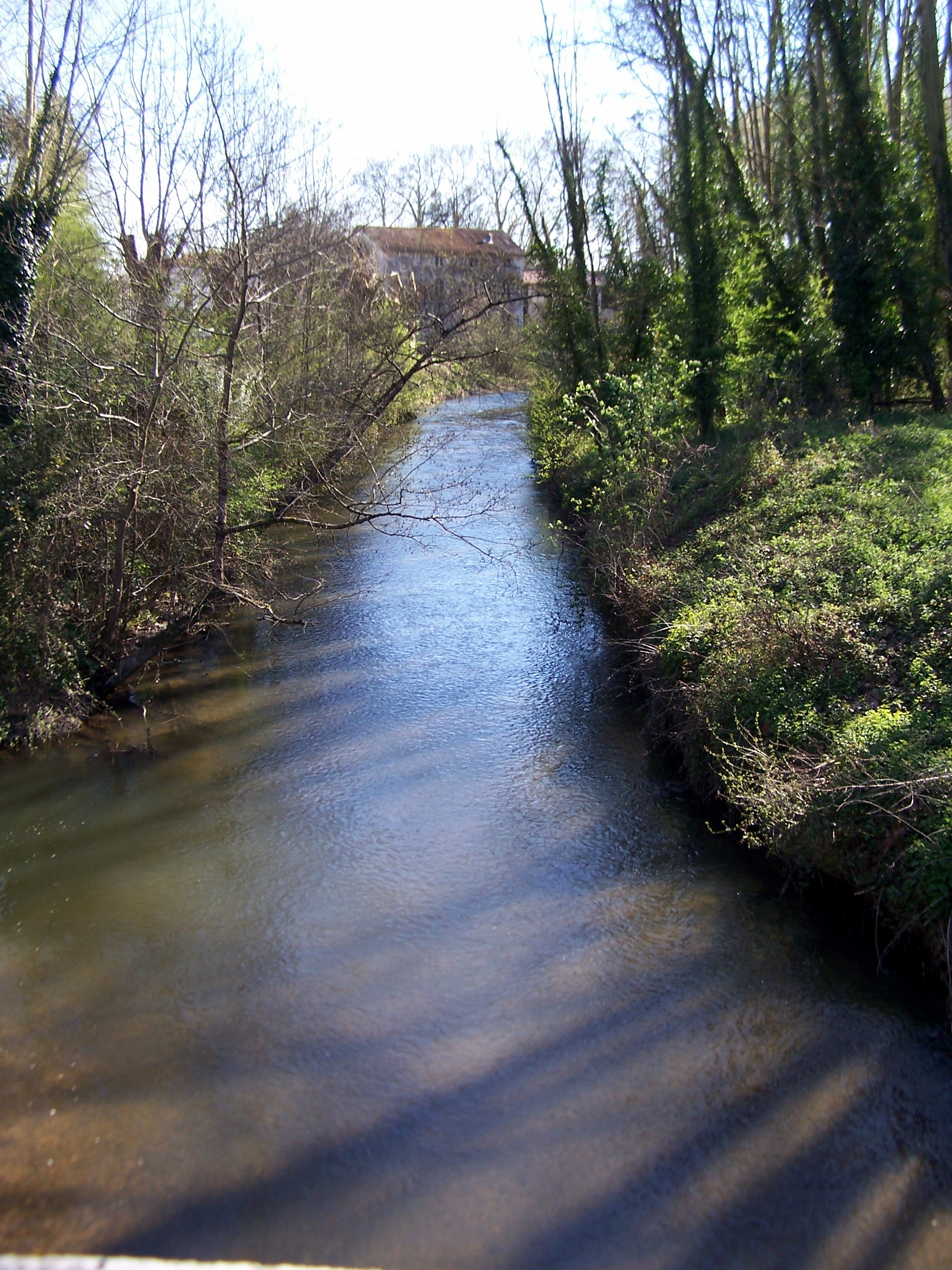
L'Avance en amont du pont-canal, vue vers le sud.
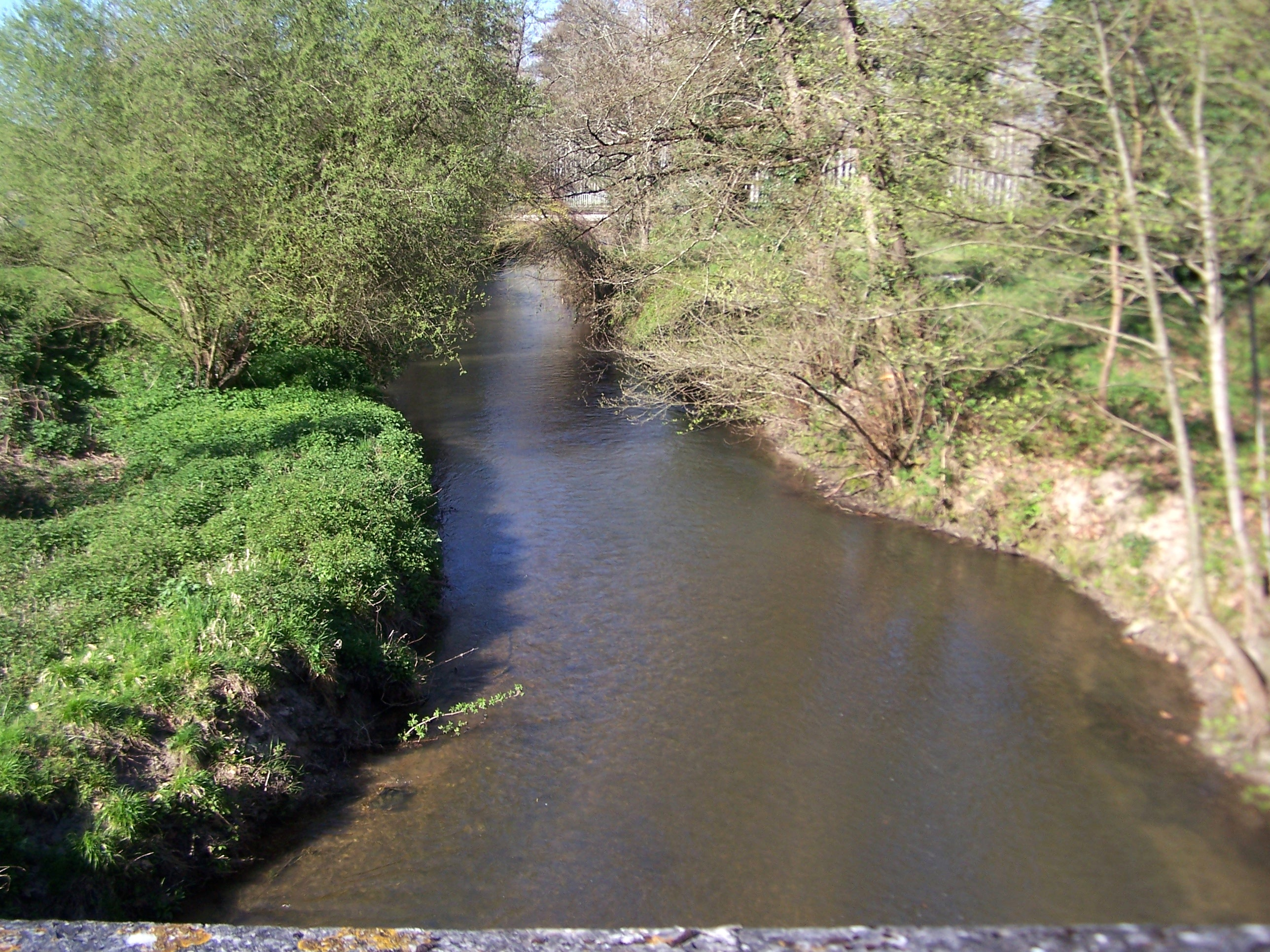
L'Avance en aval du pont-canal, vue vers le nord.
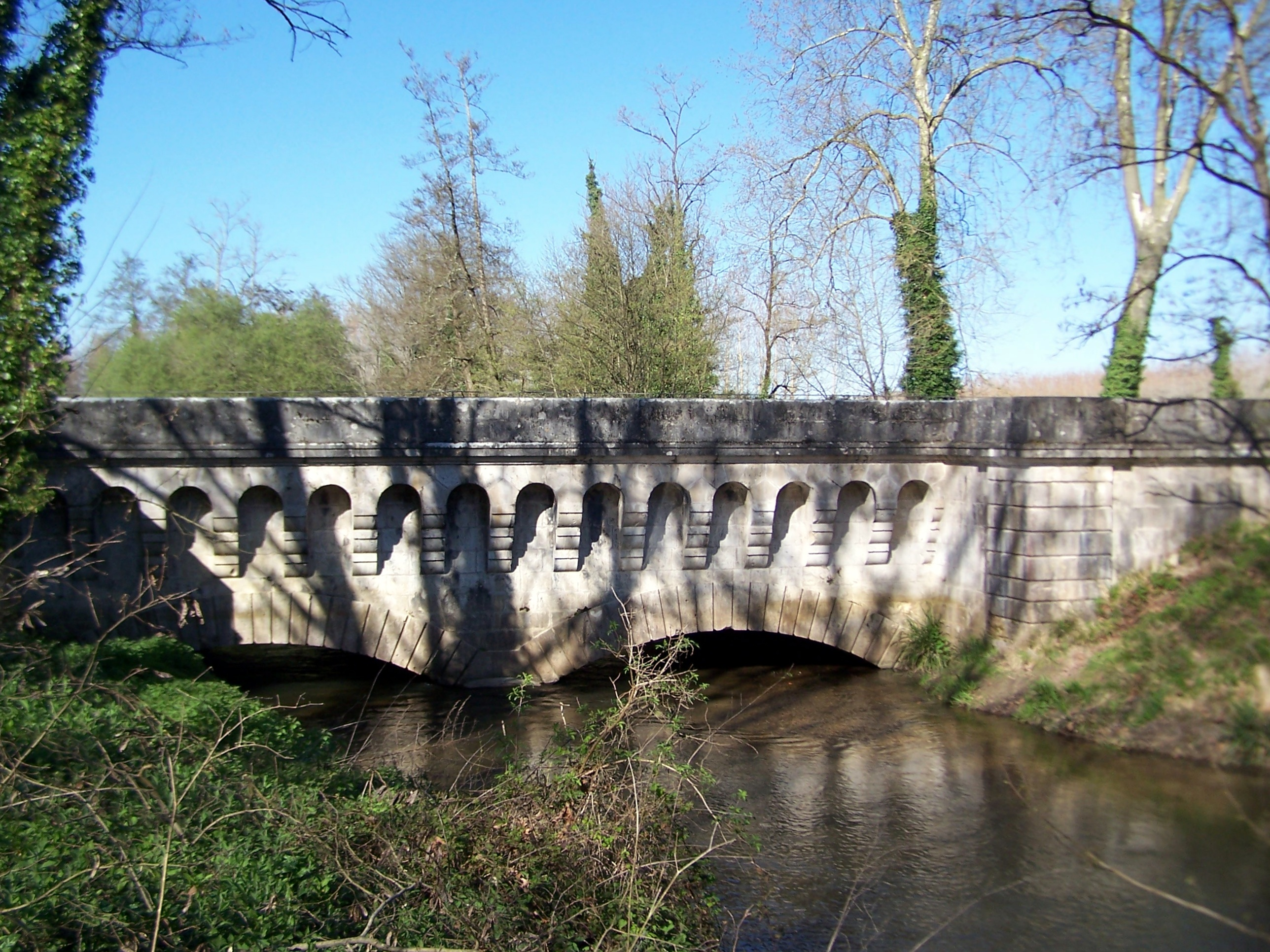
Façade sud du pont-canal.
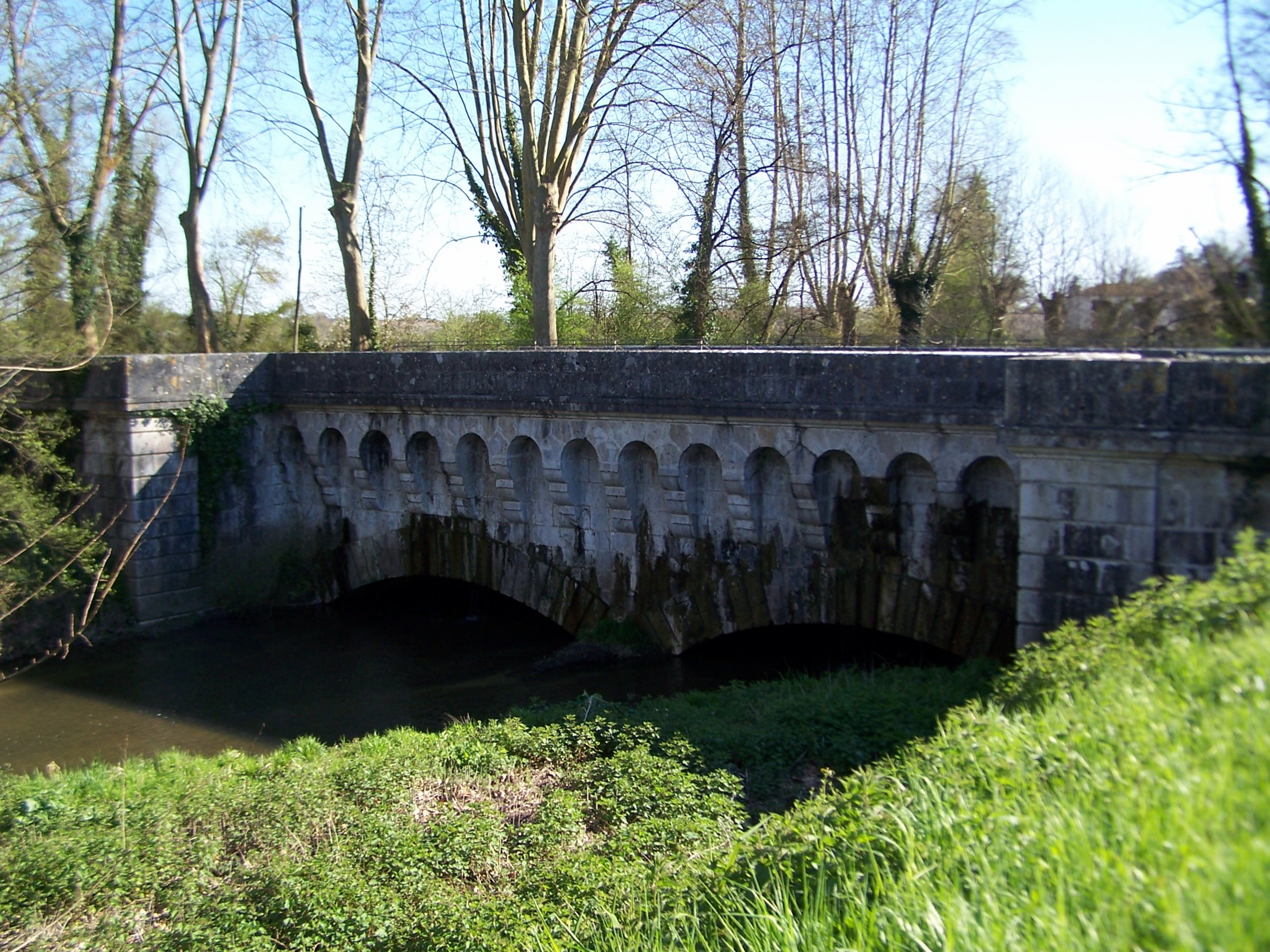
Façade nord du pont-canal.